# Ben Goldacre
Ben Michael Goldacre (1974) é um escritor e psiquiatra britânico. Entre 2003 e 2011 ele foi autor da coluna "Bad Science" do jornal The Guardian.
Em setembro de 2008 ele lançou um livro com o mesmo título, publicado pela editora Fourth Estate, lançado em 2015 no Brasil sob o título "Ciência Picareta", pela editora Civilização Brasileira.
Goldacre é filho dos australianos Michael Goldacre, professor de saúde pública da Universidade de Oxford, e da cantora pop Susan Traynor, também conhecida como Noosha Fox.